# Plecia dumasi
Espèce
Plecia dumasi est une espèce fossile de mouches ou diptères de la famille des Bibionidae ou « mouches de Saint-Marc » (ou mouches noires), et du genre Plecia.

## Classification
L'espèce Plecia dumasi est publiée en 1937 par le paléontologue français Nicolas Théobald(1903-1981). 

### Fossiles
L'holotype Ni16 de l'ère Cénozoïque, et de l'époque Miocène supérieur (37,2 à 33,9 Ma) fait partie des collections du muséum d'histoire naturelle de Nîmes et vient de la localité des Fumades de la commune d'Allègre-les-Fumades dans l'arrondissement d'Alès dans le département du Gard. 

### Confirmation du genrePlecia
Cette espèce est confirmée dans le genre Plecia en 2017 par John Skartveit et André Nel,. 

### Étymologie
L'épithète spécifique dumasi est un hommage au géologue et paléontologue français du Gard, Émilien Dumas (1804-1870), le premier à établir une carte géologique de ce département de 1844 à 1852.

## Description

### Caractères
Diagnose de Nicolas Théobald en 1937, : 

« Thorax et tête noirs, abdomen jaune-brunâtre avec segments bien individualisés. Ailes jaunes. Tête petite, arrondie ; yeux non visibles ; antennes très effacées, on voit encore quelques articles lui donnant une forme cylindrique. Thorax noir, étroit, forme ovale. Abdomen fusiforme, légèrement étiré vers l'arrière ; 7 segments bien visibles. Ailes à nervation bien conservée dans la partie extérieure, du genre Plecia ; branche antérieure de Rs courte. Les ailes atteignent l'extrémité de l'abdomen. Pattes finement poilues ; tibias avec soies raides à l'extrémité, 1 aux pattes II, 2 aux pattes III ; tarses de 5 articles, le dernier muni de 2 griffes recourbées. ».

### Dimensions
La longueur totale est de 7 mm ; la tête a une longueur de 0,5 mm ; le thorax a une longueur de 1,5 mm ; l'abdomen a une longueur de 5 mm ; les ailes ont une longueur de 6 mm.

### Affinités
« Se distingue des autres espèces du même genre par la petite taille de la tête et du thorax. ».

## Galerie
- Espèces vivantes du genre Plecia.
- Plecia heteroptera.
- Plecia imperialis.
- Plecia nearctica.
- Plecia nearctica.
- Plecia ruficollis.
- Plecia ruficollis.

### Publication originale
- [1937] Nicolas Théobald, « Les insectes fossiles des terrains oligocènes de France 473 p., 17 fig., 7 cartes,13 tables, 29 planches hors texte », Bulletin Mensuel de la Société des Sciences de Nancy et Mémoires de la Société des sciences de Nancy, Imprimerie G. Thomas,‎ 1937, p. 1-473 (ISSN 1155-1119 et 2263-6439, OCLC 786027547). .